# Microdon (insecto)

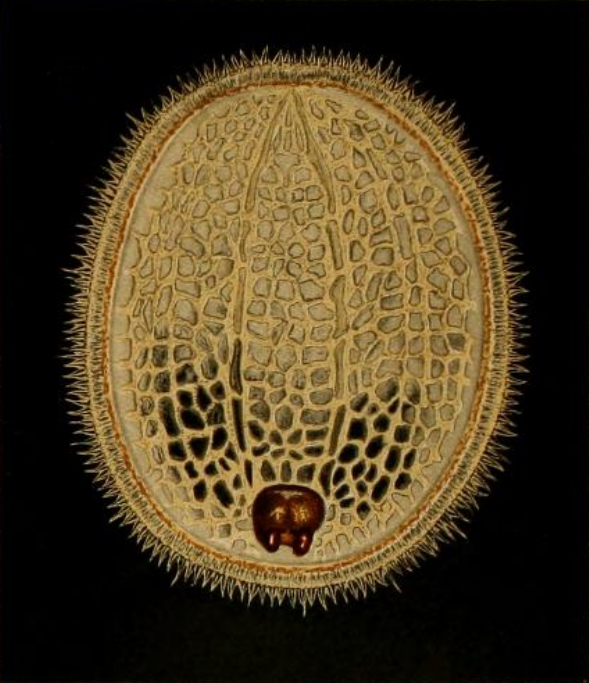
Microdon eggeri, larva, tercer estadio

Microdon es un género de moscas sírfidas con caracteres desusados. Son mirmecófilos, es decir que tienen afinidad por hormigas y viven en los hormigueros como parásitos.
Hay 250 especies de distribución mundial, con la mayoría de las especies en los trópicos; hay 30 especies en Norteamérica, aunque es posible que algunas de estas especies sean trasladadas a otro género, ya que algunas especies han sido colocadas en Microdon temporalmente, hasta que se aclare la taxonomía.

## Descripción
Los Microdon adultos son moscas de apariencia típica. Como muchas otras sírfidas son robustas y velludas, a menudo se parecen a abejas. Miden entre 8 y 15 mm de longitud. Las antenas son relativamente largas, casi tan largas como la cabeza de la mosca; el tercer segmento es casi tan largo (a veces más largo) que el primero. Están cubiertas de pelos negros y amarillos o blancos, a veces de tonos metálicos.
Lo desusado de este género es que las larvas y pupas tiene forma ovada, parecen pequeñas babosas. Los primeros observadores creyeron que eran moluscos; después se pensó que eran insectos escamas. Las larvas recién nacidas son muy activas, buscan y entran en un hormiguero. Los estadios larvales subsiguientes casi no se mueven y se alimentan de larvas de hormigas o detritos. Tienen espiráculos con forma de pequeñas protuberancias al final del abdomen.

## Comportamiento
Los adultos no se comportan como otras moscas sírfidas; no visitan flores, en cambio merodean las colonias de hormigas. Las larvas se pueden encontrar bien escondidas en los hormigueros. Algunas especies se alimentan de las larvas de hormigas, pero otras son posiblemente detritivoras. Las larvas de Microdon son generalmente especialistas de una sola especie de hormigas, otras se especializan en varias especies de un género o aun varios géneros relacionados. Se conoce poco de su ciclo biológico porque llevan una vida muy oculta.

## Especies
Microdon se subdivide en seis subgéneros (incluyendo Microdon s.s.), más cinco grupos de especies sin colocación definitiva "Microdon s.l."
Subgénero Chymophila
Subgénero Dimeraspis
Subgénero Megodon
Subgénero Microdon s.s.
Neárctico:
- Microdon abstrusus Thompson, 1981[3]
- Microdon albicomatus Novak, 1977
- Microdon aurulentus (Fabricius, 1805)
- Microdon cothurnatus Bigot, 1883

= Microdon cockerelli Jones, 1922
- Microdon lanceolatus Adams, 1903

= Microdon coloradensis Cockerell & Andrews, 1916
= Microdon modestus Knab, 1917
= Microdon senilis Knab, 1917
= Microdon similis Jones, 1917
- Microdon manitobensis Curran, 1924
- Microdon megalogaster Snow, 1892

= Microdon bombiformis Townsend, 1895
- Microdon newcomeri Mann, 1924
- Microdon ocellaris Curran, 1924
- Microdon piperi Knab, 1917
- Microdon ruficrus Williston, 1887

= Microdon basicornis Curran, 1925
= Microdon champlaini Curran, 1925
- Microdon tristis Loew, 1864

= Microdon robusta Telford, 1939
- Microdon xanthopilis Townsend, 1895

Neotropical:
- Microdon aureopilis Marinoni, 2004
- Microdon barbouri Hull, 1942
- Microdon bassleri Curran, 1940
- Microdon bonariensis Lynch Arribalzaga, 1891
- Microdon brutus Hull, 1944
- Microdon caesar Curran, 1940
- Microdon colakriki Reemer, 2014[5]
- Microdon crassitarsis (Macquart, 1848)
- Microdon eutristis Curran, 1925
- Microdon macquartii Lynch Arribalzaga, 1891

= Aphritis angustus Macquart, 1848 (nec Macquart, 1846)
= Microdon angustatus Fluke, 1957 (misspelling)
- Microdon mourei Marinoni, 2004
- Microdon remus Curran, 1941
- Microdon rufiventris (Rondani, 1848)
- Microdon violaceus (Macquart, 1842)
- Microdon virgo Curran, 1940

Oriental:
- Microdon aeneus Keiser, 1952
- Microdon alboscutatus Curran, 1931
- Microdon bellus Brunetti, 1923
- Microdon formosanus Shiraki, 1930
- Microdon fulvopubescens Brunetti, 1923
- Microdon fumipennis Hull, 1944
- Microdon metallicus Meijere, 1904
- Microdon sumatranus Wulp, 1892
- Microdon sumbanus Keiser, 1952

Palaeárctico:
- Microdon analis (Macquart, 1842)

= Scutelligera? ammerlandia Spix, 1824
= Microdon brevicornis Egger, 1862 (nec Loew, 1857)
= Microdon eggeri Mik, 1897
= Microdon fuscitarsis Schummel, 1842
= Microdon latifrons Loew, 1856
= Buchanania? reticulata Torrez Minguez, 1924
- Microdon auricomus Coquillett, 1898
- Microdon dentigiganteum Tian, Huo & Zhang, 2019[6]
- Microdon devius (Linnaeus, 1761)

= Microdon anthinus Meigen, 1822
= Stratiomys conica Panzer, 1793
= Microdon micans Wiedemann in Meigen, 1822
= Microdon picticornis Mik, 1897
= Stratiomys pigra Schrank, 1803
= Musca viridescens Villers, 1789
- Microdon hauseri Reemer, 2013[1]
- Microdon ignotus Violovitsh, 1976
- Microdon japonicus Yano, 1915

= Microdon jezoensis Matsumura, 1916
- Microdon kidai Hironaga & Maruyama, 2004
- Microdon lateus Violovitsh, 1976
- Microdon lehri Mutin, 1999
- Microdon macrocerus Hironaga & Maruyama, 2004
- Microdon major Andries, 1912
- Microdon mandarinus Reemer, 2013[1]
- Microdon maritimus Violovitsh, 1976
- Microdon miki Doczkal & Schmid, 1999
- Microdon murayamai Hironaga & Maruyama, 2004
- Microdon mutabilis (Linnaeus, 1758)

= Mulio apiarius Fabricius, 1805
= Musca apiformis De Geer, 1776
= Aphritis auropubescens Latreille, 1805
= Parmula? cocciformis von Heyden, 1825
= Microdon rhenanus Andries, 1912
= Microdon scutellatus Schummel, 1842
- Microdon myrmicae Schönrogge, Barr, Wardlaw, Napper, Gardner, Breen, Elmes & Thomas, 2002
- Microdon mysa Violovitsh, 1971
- Microdon nigripes Shiraki, 1930
- Microdon nigrodorsatum Mutin, 2011
- Microdon novus (Schrank, 1776)
- Microdon oitanus Shiraki, 1930
- Microdon podomelainum Huo, Ren & Zheng, 2007
- Microdon ursitarsis Stackelberg, 1926
- Microdon yokohamai Hironaga & Maruyama, 2004
- Microdon yunnanensis Reemer, 2013[1]

Subgénero Myiacerapis
Subgénero Syrphipogon
Microdon s.l. grupos de especies
Grupo craigheadii
Neárctico:
- Microdon craigheadii Walton, 1912

Grupo erythros
Afrotropical:
- Microdon erythros Bezzi, 1908

= Microdon erytherus Bezzi, 1921 (misspelling)
- Microdon luteiventris Bezzi, 1915

Grupo mirabilis
Neotropical:
- Microdon bertonii Bezzi, 1910

= Microdon arcuata Curran, 1941
- Microdon iheringi Bezzi, 1910
- Microdon mirabilis Williston, 1888

Grupo tarsalis
Afrotropical:
- Microdon tarsalis Hervé-Bazin, 1913

= Microdon bequaerti Curran, 1929
Incerta sedis
Afrotropical:
- Microdon tsara Keiser, 1971

Australia / Oceanía:
- Microdon amabilis Ferguson, 1926
- Microdon macquariensis Ferguson, 1926
- Microdon nigromarginalis Curran & Bryan, 1926
- Microdon pictipennis (Macquart, 1850)

= Microdon pictulipennis Hull, 1944
- Microdon rieki Paramonov, 1957
- Microdon waterhousei Ferguson, 1926

Oriental:
- Microdon carbonarius Brunetti, 1923
- Microdon pagdeni Curran, 1942
- Microdon trimacula Curran, 1928
- Microdon unicolor Brunetti, 1915